# Gidea Park
Gidea Park is een wijk in het Londense bestuurlijke gebied Havering, in de regio Groot-Londen.